# Телефонна картка

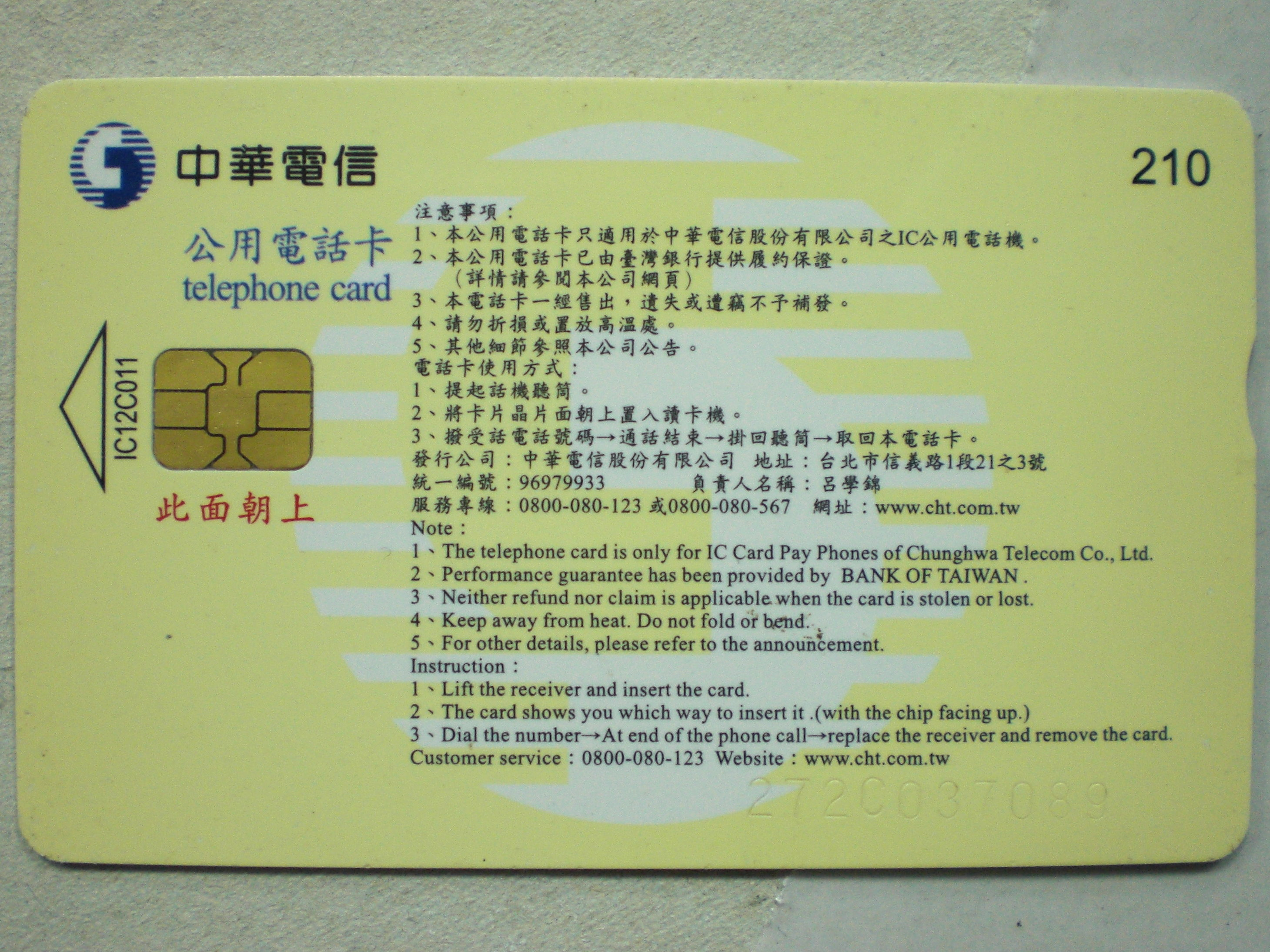
Тайванська телефонна картка з чипом

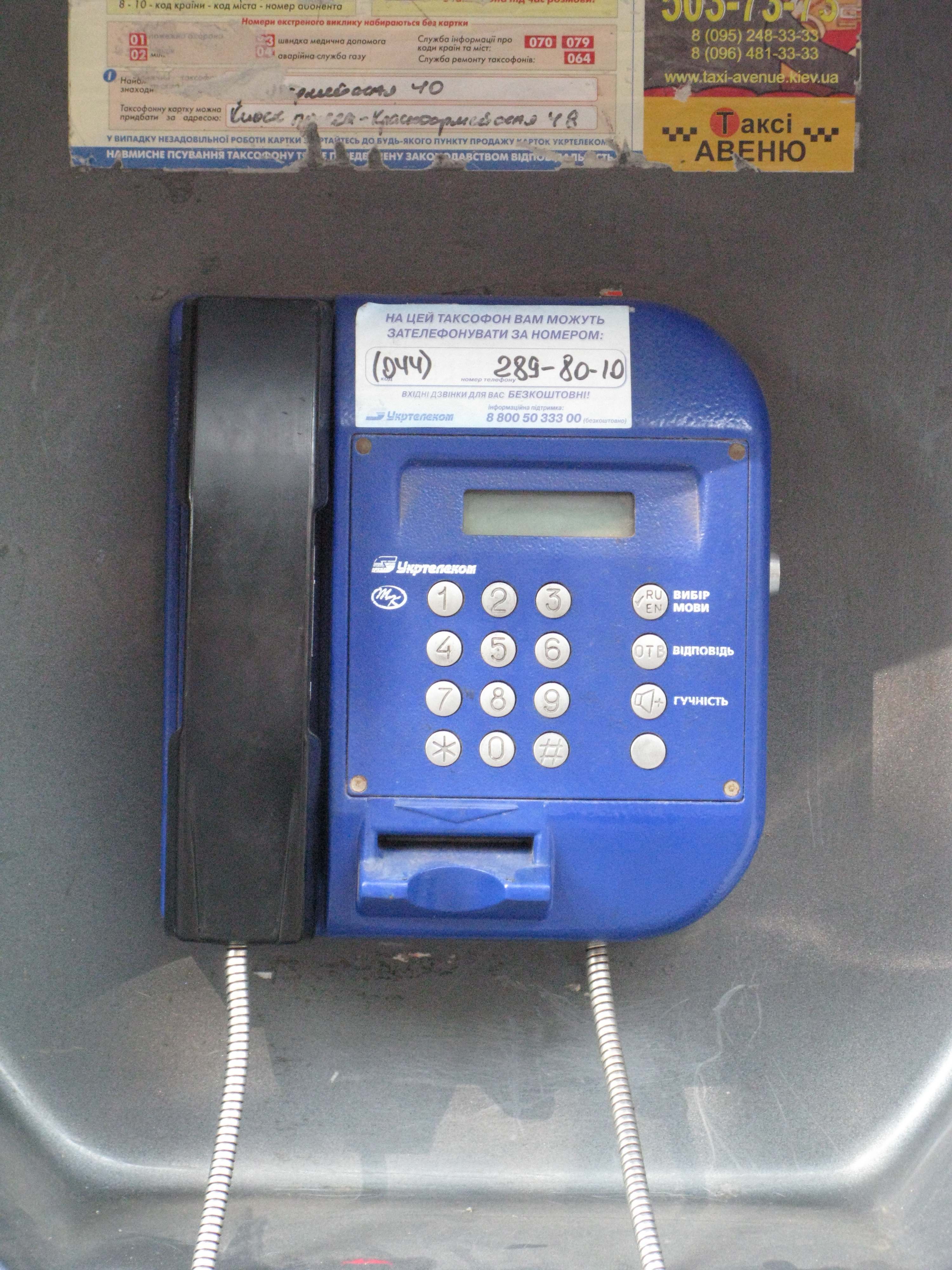
Таксофон, Київ, 2008

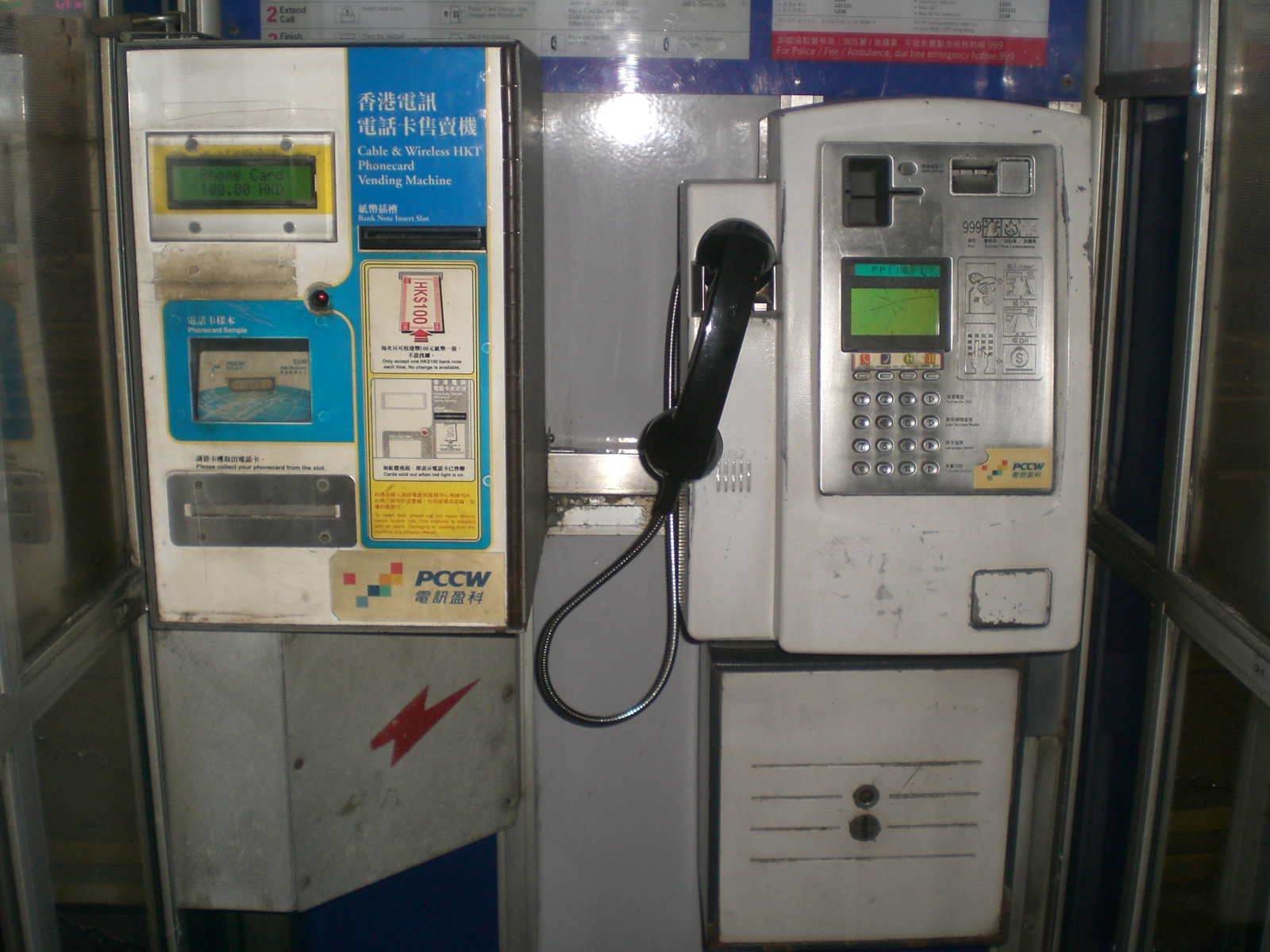
Таксофон, Гонконг

Телефонна картка — невелика пластикова картка, що нагадує кредитну, яку можна використовувати для міжміських та міжнародних переговорів по телефону (стільниковому чи стаціонарному). Подібні картки мають декілька форматів — наприклад, їх можна придбати в кіоску готівкою чи замовити в електронній мережі. У будь-якому випадку, телефонні картки, як правило, мають такі спільні риси: номер доступу до комутатора, де записані команди необхідні для виконання для того, хто дзвонить, а також персональний ідентифікаційний номер (ПІН, код, пароль) необхідний для реєстрації дзвінка в телефонній компанії.
Існує два види телефонних карток з передоплатою: одноразові та багаторазові. Одноразові картки викидають одразу після використання куплених хвилин розмови. Багаторазові картки можна використовувати знову й знову, після поповнення кредиту та покупки нових хвилин. Якщо залишок суми на картці занадто малий для здійснення дзвінків, поповнення кредиту для багаторазових телефонних карток виконують, як правило, online на акаунті користувача.

## Як працює телефонна картка з передоплатою?
При купівлі телефонної картки з передоплатою ви отримуєте PIN (персональний ідентифікаційний номер) і безкоштовний номер доступу. Якщо ви захочете використати Вашу картку, то наберіть безкоштовний номер доступу і введіть персональний пін-код. Ваш дзвінок з'єднується з комутатором, який організовує подальше з'єднання з потрібним абонентом. При підключенні, комп'ютер на комутаторі проінформує Вас про доступну кількість хвилин для розмови. Після цього Ви набираєте номер, на який Ви хочете дзвонити. Комп'ютер прослідкує довжину з'єднання дзвінка і зніме з Вашого рахунку відповідну суму.

## Переваги використання телефонних карток з передоплатою
- При купівлі телефонної картки з передоплатою, Ви завчасно оплачуєте майбутні телефонні переговори та уникаєте необхідності в отримуванні поточних телефонних рахунків.
- Телефонна карка з передоплатою, як правило, не має терміну дії, вона — безстрокова. Це дозволяє використовувати весь номінал картки, не обмежуючи час її використання.
- При використанні телефонної картки, Ви отримуєте можливість здійснювати особистий контроль за витратами на міжнародні переговори.
- Телефонна картка з передоплатою дозволяє спілкуватись з цілим світом з будь-якого телефонного апарату, використовуючи сучасні цифрові лінії, що гарантують високу якість зв'язку та швидкість з'єднання.
- Телефонна картка з передоплатою дозволить уникнути несанкціонованих телефонних переговорів з Вашого телефонного номера.

## Можливі негативні моменти при використанні телефонних карток
- Телефонна картка може припинити працювати перш ніж буде повністю використана.
- Деякі телефонні картки містять непередбачені чи необумовлені завчасно доплати до тарифів (за недоконаний дзвінок чи за мінімальну кількість хвилин і т. д.)
- Сервіс по обслуговуванню клієнтів може бути важкодоступним або взагалі не працювати
- Небагато операторів телефонних карток надають споживачу повну інформацію про свій сервіс (наприклад, на сайті Оператора), змушуючи клієнта робити висновки про якість послуг після здійснення покупки.
- Кредит на телефонній картці може закінчитись перш ніж буде повністю використаний, тому що деякі оператори утримують плату за «простій» картки протягом певного часу.[1]
- Тарифи можуть виявитись вищими за ті, що в рекламі.
- Приховані доплати за з'єднання та податки можуть суттєво скоротити куплені Вами хвилини.[2]

## Як я можу себе убезпечити?
Перш ніж купити телефонну картку, переконайтесь, що назва та безкоштовний номер доступу до сервісу по обслуговуванню клієнтів оператора телекомунікацій є на картці. Якщо назва відсутня, або номер доступу не є безкоштовним, або у вас виникнуть проблеми при з'єднанні по ньому, не купуйте телефонну картку цієї компанії. При купівлі телефонної картки з передоплатою онлайн через інтернет краще всього ознайомитись з товаром на сайті оператора телекомунікацій, а також з відгуками його клієнтів.

## Міжнародні оператори
Ці оператори пропонують телефонні картки для дзвінків з-за кордону в Україну:
- http://www.AlloUkraina.com
- http://www.BananaCall.com
- http://www.Comfi.com
- http://www.NobelCom.com
- http://www.Callingcards.com
- http://www.Rebtel.com
- http://www.Startec.com
- http://www.SpeedyPin.com
- http://www.UnionTelecard.com
- http://www.360CallingCards.com